# Abrafax i piraci z Karaibów
Abrafax i piraci z Karaibów (niem. Die Abrafaxe – Unter schwarzer Flagge, 2001) – niemiecko-południowokoreański film animowany, oparty na popularnych komiksach autorstwa Lony Rietschel, publikowanych w serii Mosaik.

## Obsada głosowa
- Kim Hasper – Abrafax
- David Turba – Brabax
- Ilona Schulz – Califax
- Nena – Anne Bonny
- Helmut Krauss – Czarnobrody
- Santiago Ziesmer – Don Archimbaldo
- Wilfried Herbst – Prado
- Ulrich Voß – Shanty
- Michael Pan – Carlos
- Stefan Friedrich – Juan

## Wersja polska
Wersja polska: Studio Lingua

Reżyseria: Krzysztof Staroń

Dialogi polskie: Anna Klink

Teksty piosenek: Paweł Królikowski

Realizacja dźwięku: Robert Buczkowski

W wersji polskiej udział wzięli:
- Jacek Łuczak –
  - Abrafax,
  - Henio,
  - Don Archimbaldo
- Mariusz Siudziński –
  - Brabax,
  - Carlos
- Magdalena Zając – Califax
- Beata Olga Kowalska – Anne Bonny
- Andrzej Grabowski – Czarnobrody
- Grzegorz Pawlak –
  - Prado,
  - Juan
- Janusz German – Shanty
- Barbara Dzido-Lilińska – kierowniczka muzeum
- Gracjan Kielar

Lektor: Janusz German